# Fausto Buenaño
Fausto Geovanny Buenaño Castillo es un docente, funcionario y policía (servicio pasivo) ecuatoriano, con el rango de general. Fue ministro del Interior del Ecuador en febrero de 2025, en el gobierno de Daniel Noboa.

## Biografía
Tras realizar estudios en la Universidad Tecnológica Equinoccial (UTE), obtuvo la licenciatura en Ciencias de la educación, con mención en Ecología y Medio Ambiente.

### Trayectoria policial
Como teniente, formó parte del equipo de seguridad presidencial de Sixto Durán-Ballén.
En 1993, fue capturado y torturado por las Fuerzas Armadas Revolucionarias de Colombia (FARC) en el Putumayo. Durante el incidente, tres policías que estaban secuestrados junto con él perdieron la vida. “Me salvé de milagro”, mencionó en declaraciones posteriores a la prensa.
Se desempeñó como agregado adjunto en Estados Unidos y fue director nacional de Seguridad Penitenciaria. Además, ocupó el cargo de comandante en varias zonas del país: Zona 4 (Manabí, Santo Domingo de los Tsáchilas), Zona 8 (Guayaquil, Durán, Samborondón), y Zona 1 (Esmeraldas, Carchi, Imbabura, Sucumbíos).
En octubre de 2023, fue designado subcomandante general de la Policía Nacional del Ecuador.
Ha participado en el Operativo Amanecer en Putumayo y ha dedicado parte de su carrera a la formación policial como docente.
A finales de 2024, la ministra Mónica Palencia lo nombró viceministro de Seguridad Pública del Ministerio del Interior, integrándose al gobierno de Daniel Noboa. 

### Ministro de Estado
El 15 de febrero de 2025, fue nombrado por el presidente Daniel Noboa, como ministro del Interior del Ecuador. El experto en seguridad, Stalin Sacoto, dijo que Buenaño "podrá hacer un cambio sustancial, pero tiene aspectos en contra debido al corto tiempo que tendría para ejecutar sus directrices".
El 21 de febrero del mismo año, el presidente Noboa aceptó su renuncia como ministro del Interior, por razones personales.

## Reconocimientos
- Caballero al Mérito Profesional.[3]
- Condecoración "Perla del Pacífico".
- Condecoracion al valor